# John Cannon
John Cannon (n. 21 iunie 1933, Londra, Regatul Unit – d. 18 octombrie 1999, Quemado⁠(d), Comitatul Catron, New Mexico, SUA) a fost un pilot de Formula 1. De-a lungul carierei a luat startul în 1 cursă, niciuna din pole-position. Nu a câștigat nicio cursă și nu a terminat niciodată pe podium, acumulând 0 puncte în întreaga activitate ca pilot de Formula 1.